# Ty Dolla Sign
小蒂龍·威廉·格里芬（英語：Tyrone William Griffin Jr.；1982年4月13日—），艺名為Ty Dolla $ign，是一名美國饒舌歌手、詞曲作家及音樂製作人。出道於美国加利福尼亞州洛杉磯。他於2015年發行了自己的首張專輯《Free TC》在Billboard 200排行榜上最高排名第14位，並得到白金認證單曲《Blasé》和《Saved》（與E-40合作）的支持。他的第二張專輯《Beach House 3》（2017年）在Billboard 200排行榜上最高排名第11位，而他的第三張專輯《Featuring Ty Dolla Sign》（2020年）則最高排名第4位。他還發行了與其他藝人合作的專輯，包括與Jeremih合作的《MihTy》，與Dvsn合作的《Cheers to the Best Memories》，以及與Kanye West合作的《Vultures 1》——後者成為他首張登上Billboard 200排行榜榜首的專輯。

## 音乐作品
专辑
- 《Free TC》（2015年）
- 《Beach House 3》（2017年）
- 《Featuring Ty Dolla Sign》（2020年）

## 外部連結
- 官方网站
- Ty Dolla Sign的Facebook專頁
- Ty Dolla Sign的Instagram帳戶
- Ty Dolla $ign在Allmusic上的頁面
- Ty Dolla Sign的Discogs页面（英文）
- Ty Dolla Sign在互联网电影资料库（IMDb）上的資料（英文）